# Xylopia multiflora
Xylopia multiflora é uma espécie de magnólia. Foi descrito pela primeira vez por Robert Elias Fries .  Xylopia multiflora pertence ao gênero Xylopia e à família Annonaceae.